# Adam Giersz

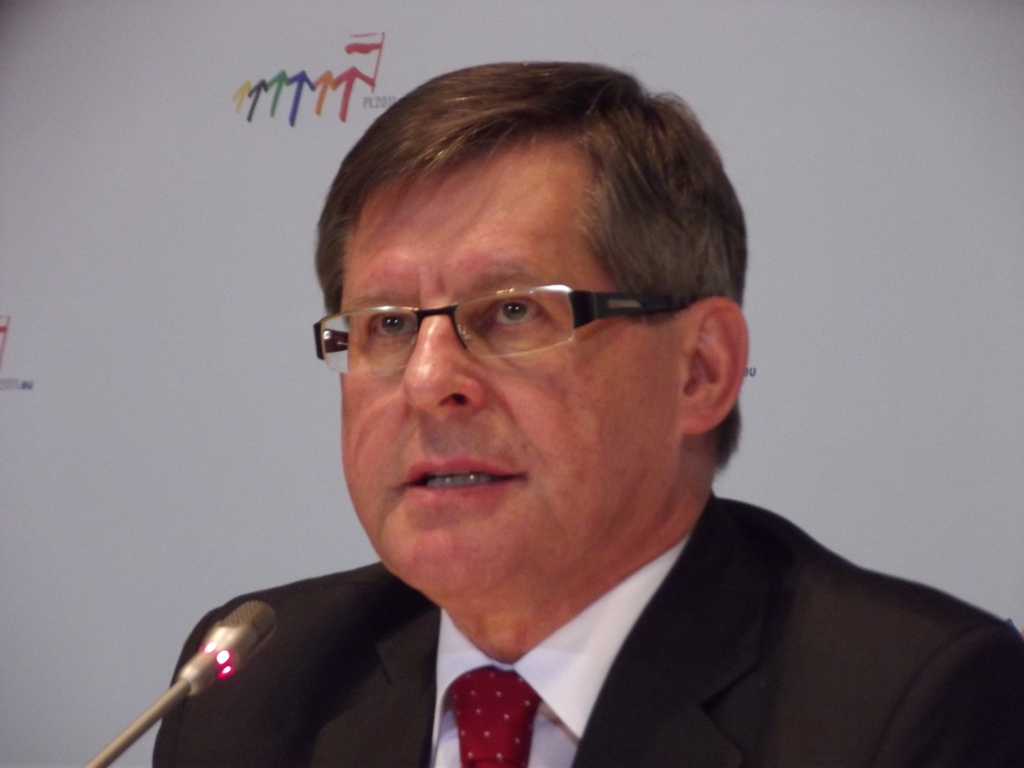
Adam Giersz

Adam Leon Giersz (* 15. September 1947 in Elbląg) ist ein polnischer Tischtennis-Trainer und war von Oktober 2009 bis November 2011 Minister für Sport und Tourismus im Kabinett Tusk I.

## Leben
Adam Giersz studierte an der Universität Danzig Ökonomie der Produktion (Ekonomiki Produkcji) und promovierte in diesem Fach. Von 1971 bis 1988 war Giersz Dozent an der Universität Danzig. 1984 beendete Giersz seine Ausbildung zum Trainer an der Sporthochschule Danzig. Als Trainer der polnischen Nationalauswahl im Tischtennis war Giersz von 1984 bis 1993 aktiv. Für seine Arbeit wurde er 1993 von der International Table Tennis Federation mit der höchsten Auszeichnung, Excellent Coach, geehrt. Anfang der 1990er Jahre war er Mitglied der von Donald Tusk geführten Partei Kongres Liberalno-Demokratyczny (Demokratisch-Liberaler Kongress) für welche er bei der Parlamentswahl in Polen 1993 kandidierte. 1994 bis 2001 war er Präsident des Polnischen Tischtennisverbandes (Polski Związek Tenisa Stołowego) und von 1998 bis 2000 Mitglied des Vorstandes der European Table Tennis Union (ETTU). Zugleich war Adam Giersz von 1995 bis 2001 Vorstandsvorsitzender der Gasport Sp. z o.o., einem Unternehmen was unter anderem Tischtennisausrüstung vertreibt. Im November 2001 wurde er Leiter des Amtes für Körperkultur und Sport sowie Unterstaatssekretär im Ministerium für nationale Bildung und Sport. Mit der Auflösung des Amtes für Körperkultur und Sport wurde er Vorsitzender des Polnischen Sportbundes. Im Dezember 2004 wurde Giersz stellvertretender Sportminister und ab Februar 2005 Vizepräsident des Polnischen Olympischen Komitees. Vom 21. März 2008 bis zum 27. November 2008 war er Leiter des Ministerbüros (Gabinet Polityczny) und ab dem 28. November 2008 Staatssekretär des Ministeriums für Sport und Tourismus. Als Nachfolger von Mirosław Drzewiecki wurde der parteilose Adam Giersz am 14. Oktober 2009 Minister für Sport und Tourismus. Nach den Parlamentswahlen 2011 schied er aus der Regierung aus.
Er wurde mit dem Silbernen Verdienstkreuz der Republik Polen und als Ritter des Orden Polonia Restituta ausgezeichnet.
Adam Giersz ist verheiratet und hat eine Tochter.

## Auszeichnungen
- Silbernes Verdienstkreuz der Republik Polen
- Ritter des Orden Polonia Restituta
- Excellent Coach der International Table Tennis Federation (1993)